# Substraat (biochemie)
Een substraat is in de biochemie een stof die via een chemische reactie wordt omgezet met behulp van een enzym als katalysator. Het enzym gaat daarbij tijdelijk een verbinding aan met het substraat. Nadat het substraat is afgebroken komt het enzym weer vrij.
In een formule weergegeven:

## Uitleg
Enzym en substraat vormen samen een enzym-substraat-complex. Het substraat wordt vervolgens omgezet in een product, zodat een enzym-product-complex ontstaat. Ten slotte komt het enzym weer vrij, zodat dit weer een nieuw enzym-substraat-complex kan gaan vormen. De eerste en de laatste stap zijn in principe omkeerbaar.
Vaak kan alleen een zeer specifiek enzym aan het substraat koppelen om de reactie in gang te zetten.